# Narodowy Spis Powszechny Ludności i Mieszkań 2011
Narodowy Spis Powszechny Ludności i Mieszkań 2011 został przeprowadzony przez Prezesa Głównego Urzędu Statystycznego na podstawie ustawy z 2010 roku. Był prowadzony na terytorium Rzeczypospolitej Polskiej od 1 kwietnia do 30 czerwca 2011, według stanu na koniec dnia 31 marca 2011.
Powszechny spis ludności i mieszkań w 2011 r. (NSP 2011) był pierwszym spisem powszechnym od czasu, kiedy Rzeczpospolita Polska stała się państwem członkowskim Unii Europejskiej. Z tego faktu wynika szereg zobowiązań, m.in. konieczność dostarczenia informacji z dziedziny demograficzno-społecznej oraz społeczno-ekonomicznej, w zakresie i terminach określonych przez Komisję Europejską.

## Cel spisu
Spis powszechny dostarcza najbardziej szczegółowych informacji o liczbie ludności, jej terytorialnym rozmieszczeniu, strukturze demograficzno-społecznej i zawodowej, a także o społeczno-ekonomicznej charakterystyce gospodarstw domowych i rodzin oraz o ich zasobach i warunkach mieszkaniowych na wszystkich szczeblach podziału terytorialnego kraju: ogólnokrajowym, regionalnym i lokalnym. Szczególną wagę w NSP 2011 przyłożono do pozyskania wiedzy na temat zmian zachodzących w procesach demograficznych i społecznych, m.in. z uwagi na wzmożone migracje ludności po wstąpieniu Rzeczypospolitej Polskiej do Unii Europejskiej. Wyniki spisów powszechnych wykorzystywane są bezpośrednio dla potrzeb statystyki publicznej, jako baza do budowy operatów losowania do dalszych badań reprezentacyjnych prowadzonych na próbie gospodarstw domowych.
W spisie przeprowadzonym w 2011 r. najbardziej istotne było m.in. uzyskanie informacji o zagadnieniach, które były objęte spisem w 2002 roku. Kontynuacja jest niezbędna do prowadzenia analiz porównawczych zjawisk zachodzących w czasie oraz do opisu zmian, jakie zaszły w procesach demograficzno-społecznych i ekonomicznych w zakresie: ludności, stanu mieszkań i budynków oraz gospodarstw domowych i rodzin w powiązaniu z warunkami mieszkaniowymi. Planowane podejście realizacyjne pozwoli na zachowanie szeregów czasowych i porównywalności z wynikami z poprzednich spisów.

## Zakres spisu
Spis objął:
- osoby stale zamieszkałe i czasowo przebywające w mieszkaniach, budynkach, obiektach i pomieszczeniach niebędących mieszkaniami;
- mieszkania i budynki, w których znajdowały się mieszkania, oraz zamieszkane obiekty zbiorowego zakwaterowania i inne zamieszkane pomieszczenia niebędące mieszkaniami;
- osoby niemające miejsca zamieszkania.

Spis nie objął:
- szefów cudzoziemskiego personelu przedstawicielstw dyplomatycznych i urzędów konsularnych państw obcych, członków rodzin tych osób oraz innych osób korzystających z przywilejów i immunitetów na mocy umów, ustaw lub powszechnie ustalonych zwyczajów międzynarodowych;
- mieszkań, budynków, obiektów i pomieszczeń będących własnością przedstawicielstw dyplomatycznych i urzędów konsularnych państw obcych.

## Tematyka
W spisie powszechnym zostały zebrane dane z następujących tematów badawczych:
1. stan i charakterystyka demograficzna ludności;
2. edukacja;
3. aktywność ekonomiczna osób;
4. dojazdy do pracy;
5. źródła utrzymania osób;
6. niepełnosprawność;
7. obywatelstwo;
8. migracje wewnętrzne;
9. migracje zagraniczne;
10. narodowość i język oraz mniejszości narodowe i etniczne;
11. wyznanie (przynależność do kościoła lub związku wyznaniowego);
12. gospodarstwa domowe i rodziny;
13. stan i charakterystyka zasobów mieszkaniowych (mieszkania i budynki).

Spis został rozszerzony w przypadku 20% osób do 60 lub 100 pytań.

## Obowiązek udzielania odpowiedzi
Osoby objęte spisem oraz spisem próbnym i kontrolnym obowiązane były do udzielania ścisłych, wyczerpujących i zgodnych z prawdą odpowiedzi na pytania zawarte w formularzu, z zastrzeżeniem art. 6 ust. 3.
Można było odmówić odpowiedzi na 4 pytania dotyczące stanu zdrowia i niepełnosprawności, dzietności (liczby planowanych dzieci), sposobu życia (bycia w nieformalnych związkach).
Do udzielenia odpowiedzi o osobach małoletnich obowiązane były pełnoletnie osoby, wspólnie z nimi zamieszkałe, z zastrzeżeniem ust. 3.
W przypadku danych, o których mowa w art. 6 ust. 3, odpowiedzi udzielano na zasadzie dobrowolności.
Do udzielenia odpowiedzi o osobach nieobecnych obowiązane były pełnoletnie osoby, wspólnie z nimi zamieszkałe, z zastrzeżeniem
ust. 5.
Obowiązek, o którym mowa w ust. 4 nie dotyczył danych zbieranych na zasadzie dobrowolności, o których mowa w art. 6 ust. 3.
W obiektach zbiorowego zakwaterowania, w przypadku braku możliwości bezpośredniego spisania osoby, danych dotyczących nazwiska i imion, płci, daty urodzenia, obywatelstwa, czasu trwania i przyczyny przebywania, informacji o miejscu poprzedniego zamieszkania oraz poziomie wykształcenia udzielali – w zakresie posiadanej dokumentacji – zarządzający tymi obiektami.
Informacji o budynkach zarządzanych przez osoby prawne i jednostki organizacyjne niemające osobowości prawnej udzielali zarządzający lub administrujący tymi budynkami.
Informacji o budynkach stanowiących własność osób fizycznych udzielali właściciele, użytkownicy lub administratorzy tych budynków.
Informacji o niezamieszkanych mieszkaniach udzielali zarządzający lub administrujący budynkami, w których te mieszkania się znajdowały.

## Metody zbierania danych
Spis ludności i mieszkań 2011 był realizowany metodą mieszaną, tj. z wykorzystaniem systemów informacyjnych administracji publicznej oraz danych zebranych w badaniu pełnym i reprezentacyjnym (art. 5 ust. 1 ustawy), w następującej kolejności:
- pobranie danych z systemów informacyjnych,
- samospis internetowy, który polegał na zaakceptowaniu lub korekcie w określonym terminie danych pozyskanych z systemów informacyjnych,
- wywiad telefoniczny wspomagany programem komputerowym, prowadzony przez ankietera statystycznego (CATI),
- wywiad rejestrowany na przenośnym urządzeniu elektronicznym prowadzony przez rachmistrza spisowego (CAPI).

## Krytyka i wątpliwości dotyczące spisu
Część mediów podnosiła pytanie o wyznanie, które według interpretacji GUS miało być równoznaczne ze wskazaniem przynależności do któregoś konkretnego, formalnie zarejestrowanego, związku wyznaniowego. Ostatecznie informacja ta nie znalazła potwierdzenia – w rzeczywistości istniała możliwość udzielenia odpowiedzi innej, niż tylko poprzez wybór któregoś z wyszczególnionych przez GUS związków wyznaniowych i Kościołów.
Krytykę spowodowała przyjęta metoda identyfikacji podczas spisu dokonywanego samodzielnie drogą internetową: wystarczało podać NIP lub PESEL spisywanej osoby. Powodowało to możliwość wglądu przez niepowołane osoby w dane takie jak miejsce zamieszkania czy dane innych osób mieszkających wraz ze spisywaną osobą. Było to szczególnie łatwe w przypadku osób pełniących funkcje publiczne (ze względu na obowiązek publikowania deklaracji majątkowych zawierających NIP) czy też prowadzących działalność gospodarczą.
Zgodnie z art. 10. Ustawy o narodowym spisie powszechnym ludności i mieszkań w 2011 roku, zgromadzone w spisie dane dotyczące imienia i nazwiska, numeru PESEL, numeru identyfikacji podatkowej (NIP) i numeru telefonu oraz adresu zostaną w sposób trwały usunięte z Bazy Danych NSP 2011, nie później niż po upływie 2 lat od dnia zakończenia spisu. Dlatego też spis nie jest anonimowy, a jedynie zostanie zanonimizowany. Do czasu anonimizacji wszystkie zebrane w czasie spisu dane są powiązane z osobami, których dotyczą.
Niektóre dane ze spisu były przetwarzane w Izraelu, co było przedmiotem decyzji na poziomie UE.

## Wyniki
Ogólne, wstępne i podstawowe wyniki spisu zostały opublikowane przez GUS w marcu 2012 roku. Kluczowe obserwacje i zmiany w stosunku do NSP 2002:
- przyrost ludności faktycznie zamieszkałej w Polsce o 271 tys., przy czym liczba mężczyzn spadła o 71 tys., zaś kobiet wzrosła o 353 tys.
- wzrost proporcji kobiet do mężczyzn, wynoszący obecnie 109 do 100 (współczynnik feminizacji)
- spadek udziału osób młodych (0–17 lat) o ponad 5 punktów procentowych
- wzrost udziału osób w wieku produkcyjnym (18–59/64 lata) o 1,7 p.p.
- wzrost udziału osób w wieku poprodukcyjnym o 2,5 p.p.
- spadek współczynnika obciążenia demograficznego – na każde 100 osób w wieku produkcyjnym przypada 57 osób w wieku nieprodukcyjnym (o 5 osób mniej niż miało to miejsce w 2002 roku)
- zwiększenie udziału osób z wykształceniem średnim i wyższym
- znaczący wzrost liczby osób przebywających na długotrwałej emigracji – 1,9 mln w 2011 w stosunku do 0,79 mln w 2002 roku
- grupa osób aktywnych zawodowo liczy 16,2 mln, z czego 14 mln pracuje zaś 2 mln jest bezrobotna
- grupa osób biernych zawodowo liczy 14,7 mln
- współczynnik aktywności zawodowej spadł z 55,5% w 2002 roku do 52,5% w 2011 roku; równocześnie stopa bezrobocia spadła z 21% (2002) do 12,9% (2011).

26 lipca 2012 roku Główny Urząd Statystyczny opublikował szczegółowy raport z wynikami spisu, który pokazał między innymi, że 31 marca 2011 roku, faktyczna ludność Polski wynosiła 38 511 824 osoby.
| Województwo         | Liczba ludności | Liczba ludności | Liczba ludności |
| Województwo         | ogółem          | miejska         | wiejska         |
| ------------------- | --------------- | --------------- | --------------- |
| dolnośląskie        | 2 915 241       | 2 037 736       | 877 505         |
| kujawsko-pomorskie  | 2 097 635       | 1 269 821       | 827 814         |
| lubelskie           | 2 175 700       | 1 011 528       | 1 164 172       |
| lubuskie            | 1 022 843       | 649 297         | 373 546         |
| łódzkie             | 2 538 677       | 1 621 763       | 916 914         |
| małopolskie         | 3 337 471       | 1 640 965       | 1 696 506       |
| mazowieckie         | 5 268 660       | 3 381 717       | 1 886 943       |
| opolskie            | 1 016 212       | 532 217         | 483 995         |
| podkarpackie        | 2 127 286       | 881 665         | 1 245 621       |
| podlaskie           | 1 202 365       | 724 547         | 477 818         |
| pomorskie           | 2 276 174       | 1 498 272       | 777 902         |
| śląskie             | 4 630 366       | 3 601 602       | 1 028 764       |
| świętokrzyskie      | 1 280 721       | 577 842         | 702 879         |
| warmińsko-mazurskie | 1 452 147       | 863 355         | 588 792         |
| wielkopolskie       | 3 447 441       | 1 925 817       | 1 521 624       |
| zachodniopomorskie  | 1 722 885       | 1 187 748       | 535 137         |
| Polska              | 38 511 824      | 23 405 892      | 15 105 932      |

### Mniejszości narodowe i etniczne
Spis powszechny 2011 zawierał dwa pytania umożliwiające wyrażenie złożonych tożsamości narodowych i etnicznych: 1) „Jaka jest Pana/Pani narodowość?”, 2). „Czy odczuwa Pan/Pani przynależność także do innego narodu lub wspólnoty etnicznej?”. Poniższa tabela przedstawia liczbę deklaracji identyfikacji innych niż polska według rodzaju i kolejności wskazania (pierwsze lub drugie pytanie).
| Grupa narodowa/etniczna | Liczba deklaracji ogółem | Zadeklarowana jako pierwsza | W tym zadeklarowana jako jedyna | Zadeklarowana jako druga | Zadeklarowana wspólnie z polską | Zadeklarowana wspólnie z niepolską |
| ----------------------- | ------------------------ | --------------------------- | ------------------------------- | ------------------------ | ------------------------------- | ---------------------------------- |
| Ślązacy                 | 847 tys.                 | 436 tys.                    | 376 tys.                        | 411 tys.                 | 431 tys.                        | 40 tys.                            |
| Kaszubi                 | 233 tys.                 | 18 tys.                     | 16 tys.                         | 215 tys.                 | 216 tys.                        | 1 tys.                             |
| Niemcy                  | 148 tys.                 | 74 tys.                     | 45 tys.                         | 73 tys.                  | 64 tys.                         | 39 tys.                            |
| Ukraińcy                | 51 tys.                  | 38 tys.                     | 28 tys.                         | 13 tys.                  | 21 tys.                         | 2 tys.                             |
| Białorusini             | 47 tys.                  | 36 tys.                     | 30 tys.                         | 10 tys.                  | 16 tys.                         | 1 tys.                             |
| Romowie                 | 17 tys.                  | 12 tys.                     | 10 tys.                         | 4 tys.                   | 7 tys.                          | 1 tys.                             |
| Rosjanie                | 13 tys.                  | 8 tys.                      | 5 tys.                          | 5 tys.                   | 7 tys.                          | 1 tys.                             |
| Amerykanie              | 12 tys.                  | 1 tys.                      | 1 tys.                          | 11 tys.                  | 11 tys.                         | –                                  |
| Łemkowie                | 11 tys.                  | 7 tys.                      | 6 tys.                          | 3 tys.                   | 4 tys.                          | 1 tys.                             |
| Anglicy                 | 10 tys.                  | 2 tys.                      | 1 tys.                          | 9 tys.                   | 9 tys.                          | –                                  |
| Włosi                   | 9 tys.                   | 2 tys.                      | 1 tys.                          | 6 tys.                   | 8 tys.                          | –                                  |
| Litwini                 | 8 tys.                   | 5 tys.                      | 5 tys.                          | 2 tys.                   | 3 tys.                          | –                                  |
| Francuzi                | 8 tys.                   | 1 tys.                      | 1 tys.                          | 6 tys.                   | 7 tys.                          | –                                  |
| Żydzi                   | 8 tys.                   | 2 tys.                      | 2 tys.                          | 5 tys.                   | 5 tys.                          | 1 tys.                             |
| Wietnamczycy            | 4 tys.                   | 3 tys.                      | 3 tys.                          | –                        | 1 tys.                          | –                                  |
| Hiszpanie               | 4 tys.                   | –                           | –                               | 3 tys.                   | 3 tys.                          | 1 tys.                             |
| Ormianie                | 4 tys.                   | 3 tys.                      | 2 tys.                          | 1 tys.                   | 2 tys.                          | –                                  |
| Holendrzy               | 4 tys.                   | 1 tys.                      | 1 tys.                          | 3 tys.                   | 3 tys.                          | –                                  |
| Grecy                   | 4 tys.                   | 1 tys.                      | 1 tys.                          | 3 tys.                   | 3 tys.                          | –                                  |
| Czesi                   | 3 tys.                   | 1 tys.                      | 1 tys.                          | 2 tys.                   | 2 tys.                          | –                                  |
| Słowacy                 | 3 tys.                   | 2 tys.                      | 2 tys.                          | 1 tys.                   | 1 tys.                          | –                                  |
| Górale                  | 3 tys.                   | –                           | –                               | 3 tys.                   | 3 tys.                          | –                                  |

W porównaniu ze spisem powszechnym przeprowadzonym w 2002 roku, zwiększeniu uległa liczba osób zgłaszających przynależność do mniejszości etnicznych. W wielu przypadkach deklaracjom tym towarzyszy jednak równoczesne odczuwanie polskiej tożsamości narodowej.

### Związki wyznaniowe
| Związki wyznaniowe                | Liczba ogółem w tys. | Udział procentowy |
| --------------------------------- | -------------------- | ----------------- |
| Kościół rzymskokatolicki          | 33728,7              | 87,58             |
| Kościół prawosławny               | 156,3                | 0,41              |
| Świadkowie Jehowy                 | 137,3                | 0,36              |
| Kościół Ewangelicko-Augsburski    | 70,8                 | 0,18              |
| Kościół greckokatolicki           | 33,3                 | 0,09              |
| Kościół Zielonoświątkowy          | 26,4                 | 0,07              |
| Kościół Starokatolicki Mariawitów | 10,0                 | 0,03              |
| Kościół Polskokatolicki           | 8,8                  | 0,02              |
| Kościół Chrześcijan Baptystów     | 6,0                  | 0,02              |
| Inni                              | 44,4                 | 0,12              |
| Nienależący do żadnego wyznania   | 924,4                | 2,41              |
| Odmawiający odpowiedzi            | 2733,8               | 7,10              |
| Nie ustalono                      | 626,6                | 1,63              |